# 베티 홀버튼

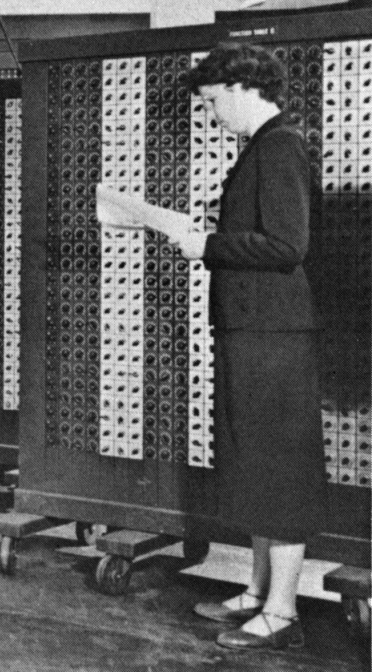

베티 홀버튼(Betty Holberton, 본명: Frances Elizabeth Holberton, 1917년 3월 7일 ~ 2001년 12월 8일)은 미국의 컴퓨터 과학자이다. 최초의 범용 전기 디지털 컴퓨터 에니악의 최초 6명의 프로그래머들 가운데 한 명이었다. 그 밖의 5명의 에니악 프로그래머들로는 진 바틱, 루스 테이텔바움, 카스린 안토넬리, 마를린 멜처, 프랜시스 스펜스가 있다.
홀버튼은 컴퓨터 디버깅의 브레이크포인트를 발명한 인물이다.

## 생애
1917년 필라델피아에서 "Frances Elizabeth Snyder"라는 이름으로 태어났다. 8명의 자식들 가운데 셋째 아이였다.
2001년 12월 8일 84세의 나이로 심혈관계 질환, 당뇨병, 그리고 그 전에 수년간 고통을 받았던 뇌졸중 합병증으로 인해 록빌 (메릴랜드주)에서 사망했다.